# بيلي هاريس
بيلي هاريس (12 نوفمبر 1951 بشيكاغو في الولايات المتحدة - 3 يناير 2010 بشيكاغو في الولايات المتحدة) (بالإنجليزية: Billy Harris)‏ هو لاعب كرة سلة أمريكي في مركز هجوم خلفي. لعب مع نادي هسكيز شمال إلينوي لكرة سلة الرجال ‏.

## وصلات خارجية
- بيلي هاريس على موقع سبورتس رفرنس (الإنجليزية)
- بيلي هاريس على موقع كلية كرة السلة في سبورتس رفرنس.كوم (الإنجليزية)
- بيلي هاريس على موقع ريلجم (الإنجليزية)
- بيلي هاريس على موقع بروبوليرز (الإنجليزية)